# Vere Papa mortuus est

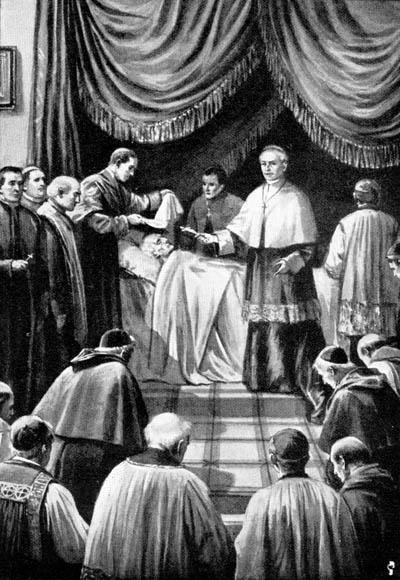
Ilustración del camarlengo certificando la muerte del papa León XIII (1903)

Vere Papa mortuus est («verdaderamente, el papa está muerto» en latín) es la frase pronunciada por el cardenal camarlengo, cuando, después de llamar tres veces con el nombre de pila del papa al posible muerto, él no responde. En el pasado, esta frase era la aprobación oficial de la muerte del pontífice. Hoy en día, sin embargo, el médico realiza más tarde los controles necesarios para comprobar el deceso.
Hasta 1878 (año de la muerte de Pío IX), el camarlengo acompañaba cada pregunta al papa con el suave golpe en la frente usando un pequeño martillo de plata con mango de marfil. Esta parte de la ceremonia cayó en desuso al ser omitida por los cardenales Oreglia (1903), Gasparri (1922), Pacelli (1939) y Tisserant (1958), siendo definitivamente abolida por Juan XXIII.